# Michal Bílek
Michal Bílek (Praga, 13 d'abril de 1965) és un exfutbolista i entrenador txec. Com a futbolista ocupava la posició de migcampista.

## Trajectòria
Va passar la major part de la seua carrera a les files de l'Sparta de Praga, club en el qual va militar durant quatre etapes. El 1990 fitxa pel Reial Betis, de la primera divisió espanyola, on hi milita un any a primera divisió i un altre a Segona.
A la República Txeca també hi va formar amb el FK Viktoria Žižkov i el FK Teplice.
Bílek va ser internacional amb l'antiga selecció txecoslovaca, amb qui juga 32 partits i marca 11 gols, tot participant en el Mundial de 1990. Posteriorment, disputaria tres partits amb la nova selecció txeca.

## Com a entrenador
Després de retirar-se, inicia la seua carrera d'entrenador al Teplice. Passa una breu estada a Costa Rica (Cartaginés), i de nou al seu país, dirigeix a clubs com FK Chmel Blšany, FC Viktoria Plzeň i MFK Ružomberok. Entre 2006 i 2008 entrena a l'Sparta de Praga, amb qui obté la Lliga 06/07.
A nivell nacional, el 2002 es va fer càrrec durant uns mesos de la selecció txeca sub-19. A l'octubre de 2009, després que el seu país quedara fora de la Copa del Món 2010, Bílek va pujar com a nou seleccionador de la República Txeca.